# Andy Rubin
Andy Rubin (Chappaqua, Nueva York; 13 de marzo de 1963) es un pionero en tecnologías estadounidense, cofundador y ex CEO de Danger Inc. y Android. Fue  vicepresidente de ingeniería en Google, donde supervisaba el desarrollo de Android, un sistema operativo para teléfonos inteligentes.

## Juventud
Andy Rubin asistió al instituto Horace Greeley en Chappaqua, Nueva York.
Obtuvo un grado en Ciencias de la computación en 1986, en la Universidad de Utica de Utica, Nueva York.
Luego de la universidad, Rubin trabajó para Carl Zeiss AG.

## Carrera
Andrew Rubin comenzó como ingeniero en Apple Inc. en 1989. Luego trabajó en un spin-off, General Magic, donde participó en el desarrollo de Magic Cap, un sistema operativo e interfaz para dispositivos de mano.
Cuando Magic Cap fracasó, Rubin se unió a Artemis Research, fundada por Steve Perlman, que más tarde se convirtió en WebTV y fue finalmente adquirida por Microsoft.
Después de varios años, Rubin abandonó Artemis Research para fundar Danger Inc., junto a Matt Hershenson y Joe Britt, que más tarde fue también adquirida por Microsoft, en febrero del año 2008. Danger Inc. es reconocida por su Hiptop (a menudo promocionado como el compañero de T-Mobile), el cual es un teléfono con capacidades similares a las de un PDA.
En 2017, empieza una nueva aventura entrando al mundo de los teléfonos inteligentes.

## Retiro de Google
Andy Rubin, cofundador del proyecto android, abandona Google. Larry Page, CEO de la empresa de Mountain View, confirmó la información que apareció a primera hora en The Wall Street Journal. Según el diario estadounidense, Rubin dejó la compañía para dedicarse a desarrollar hardware, esto debido a acusaciones de acoso sexual.
En 2014, Google pagó en secreto a Rubin un paquete de indemnización de 90 millones de dólares. Posteriormente, en 2018, los empleados de Google se retiraron, después de que el New York Times informara sobre la indemnización por despido de Rubin.